# 台南大員皇冠假日酒店
台南大員皇冠假日酒店（英語：Crowne Plaza Tainan）位於台南市安平區，酒店由大員開發事業興建，委託洲際酒店集團以皇冠假日酒店品牌經營管理。本酒店為洲際酒店集團在台灣的唯一的皇冠假日酒店，231間客房，2017年9月27日正式開幕。
酒店鄰近台江國家公園和安平古堡。